# Sitobion niwanistum
Sitobion niwanistum är en insektsart som först beskrevs av Hottes 1933.  Sitobion niwanistum ingår i släktet Sitobion och familjen långrörsbladlöss. Inga underarter finns listade i Catalogue of Life.